# Linn F. Mollenauer
Linn Frederick Mollenauer (* 6. Januar 1937 in Washington, Pennsylvania; † 28. Juli 2021) war ein US-amerikanischer Physiker, der sich mit Quantenoptik befasste.

## Leben und Werk
Mollenauer erhielt 1959 seinen Bachelor-Abschluss als Physikingenieur an der Cornell University und wurde 1965 an der Stanford University in Physik promoviert. 1965 bis 1972 war er Assistant Professor für Physik an der University of California, Berkeley. Ab 1972 war er bei den Bell Laboratories (Bell Labs) in Holmdel, wo er zur Abteilung Lightwave Systems Research gehörte.
Mollenauer ist bekannt für Untersuchungen von optischen Solitonen und deren Ausbreitung in Glasfasern und über nichtlineare Optik in Glasfasern. Anfang der 1980er Jahre gelang ihm, James P. Gordon und Rogers H. Stolen bei den Bell Labs die Beobachtung der Ausbreitung optischer Solitonen in Glasfasern. Da die praktische Anwendung den Laborbeobachtungen aber hinterherhinkte, bestand sogar von Seiten des Forschungsdirektors der Bell Labs (Arno Penzias) damals die Gefahr, dass die Forschung ganz eingestellt würde. Ein Durchbruch war 1987 die Entwicklung (an der University of Southampton und den Bell Labs) der Erbium-dotierte Glasfaserverstärker (EDFA, siehe Optischer Verstärker), die den umständlichen Einsatz elektronischer Verstärker ersetzten. Mit einer anderen Methode erreichte die Gruppe von Mollenauer 1988 eine Kommunikation mit optischen Solitonen in Glasfasern über 4000 km unter Ausnutzung der Raman-Verstärkung. Das war die erste Demonstration der Kommunikation mit optischen Solitonen über sehr lange Strecken.
Mollenauer war Fellow der Optical Society of America, der IEEE, der American Physical Society, der American Association for the Advancement of Science und der National Academy of Engineering (1993).
2001 erhielt er den Quantum Electronics Award der IEEE Lasers and Electro-Optics Society, 1982 erhielt er den R. W. Wood Prize für die Entwicklung des Farbzentrenlasers, 1986 die Ballantine Medal des Franklin Institute und 1997 den Charles Hard Townes Award. 1996 war er Loeb Lecturer an der Harvard University. Er erhielt auch 1982 den Distinguished Technical Staff Award der Bell Laboratories und ist Fellow der Bell Labs.

## Schriften
- mit James P. Gordon: Solitons in optical fibers. Academic Press, Amsterdam, Elsevier; Academic Press, Boston 2006, OCLC 1200853905.
- mit Roger H. Stolen: Solitons in optical fibers. In: Laser focus with fiberoptic technology. Band 18, Nr. 4, 1982, ISSN 0275-1399, S. 193–198.
- mit Roger H. Stolen: The soliton laser. In: Optics Letters. Band 9, Nr. 1, 1984, S. 13–15, doi:10.1364/OL.9.000013.
- mit R. K. Bullough, N. C. Freeman, T. Beth: Solitons in Optical Fibres and the Soliton Laser [and Discussion]. In: Philosophical Transactions of the Royal Society of London. Series A, Mathematical and Physical Sciences. Band 315, Nr. 1533, 13. August 1985, S. 437–450, doi:10.1098/rsta.1985.0050.